# Греко-римская борьба на летних Олимпийских играх 1964 — до 78 кг
Соревнования по греко-римской борьбе в рамках Олимпийских игр 1964 года в полусреднем весе (до 78 килограммов) прошли в Токио с 16 по 19 октября 1964 года в «Komazawa Gymnasium».
Турнир проводился по системе с начислением штрафных баллов. За чистую победу штрафные баллы не начислялись, за победу по очкам борец получал один штрафной балл, за ничью два штрафных балла, за поражение по очкам три штрафных балла, за чистое поражение — четыре штрафных балла. Борец, набравший шесть штрафных баллов, из турнира выбывал. Трое оставшихся борцов выходили в финал, где проводили встречи между собой. Встречи между финалистами, состоявшиеся в предварительных схватках, шли в зачёт. Схватка по регламенту турнира продолжалась 10 минут с перерывом в одну минуту после пяти минут борьбы. Была отменена обязательная борьба в партере; теперь в партер ставили менее активного борца.
В полусреднем весе боролись 19 участников. Самым молодым участником был 16-летний Карлос Альберто Варио, самым возрастным 35-летний Митхат Байрак.
Конкуренция в категории была высока. В весе выступал двукратный (1956, 1960) олимпийский чемпион в полусреднем весе Митхат Байрак, действующий чемпион мира (1963) Анатолий Колесов, неоднократный призёр олимпийских игр и чемпионатом мира Бертиль Нюстрём, будущий чемпион олимпийских игр 1968 года Рудольф Веспер. И соревнования проходили в условиях жёсткой конкуренции, с обилием ничейных результатов, которые в конечном итоге затруднили определение призёров. После четвёртого круга в турнире осталось четыре борца: Колесов, Нюстрём, болгарин Кирил Петков и поляк Болеслав Дубицкий. Каждый из них имел по пять баллов, так что даже небольшая осечка влекла за собой выбытие из турнира. Однако сложилось ещё более запутанная ситуация: две ничьи в двух встречах повлекли за собой не только выбывание всех борцов из турнира, но и невозможность определения призёров — у каждого из борцов оказалось по 7 штрафных баллов, при этом они не все встречались друг с другом. Поэтому среди них был проведён дополнительный турнир. В результате Колесов стал чемпионом благодаря всего лишь одной победе из трёх встреч среди претендентов, победе над Болеславом Дубицким; Дубицкий же благодаря этому же поражению остался за чертой призёров. Все остальные встречи между четырьмя борцами закончились вничью, и Петков получил серебряную награду лишь из-за меньшего веса в сравнении с Нюстрёмом.

## Призовые места
- Анатолий Колесов (URS)
- Кирил Петков (BUL)
- Бертиль Нюстрём (SWE)

## Первый круг
| Штрафных баллов | Участник 1              | Результат   | Участник 2                  | Штрафных баллов |
| --------------- | ----------------------- | ----------- | --------------------------- | --------------- |
| 1               | Анатолий Колесов (URS)  | По очкам    | Син Дон И (KOR)             | 3               |
| 1               | Цэрану, Йон (ROU)       | По очкам    | Кирил Петков (BUL)          | 3               |
| 0               | Матти Лааксо (FIN)      | Туше (3:52) | Джоб Майо (PHI)             | 4               |
| 2               | Митхат Байрак (TUR)     | Ничья       | Бертиль Нюстрём (SWE)       | 2               |
| 2               | Садо Казама (JPN)       | Ничья       | Рудольф Веспер (EUA)        | 2               |
| 1               | Анталь Ризмайер (HUN)   | По очкам    | Карлос Альберто Варио (ARG) | 3               |
| 2               | Харальд Барли (NOR)     | Ничья       | Хельмут Лянгле (AUT)        | 2               |
| 1               | Болеслав Дубицкий (POL) | По очкам    | Рассел Камильери (USA)      | 3               |
| 2               | Рене Ширмейер (FRA)     | Ничья       | Альбер Мишель (BEL)         | 2               |
| 0               | Асхар Зогиан (IRI)      | Пропускал   |                             |                 |

## Второй круг
| Штрафных баллов | Участник 1              | Результат   | Участник 2                  | Штрафных баллов |
| --------------- | ----------------------- | ----------- | --------------------------- | --------------- |
| 1               | Асхар Зогиан (IRI)      | По очкам    | Син Дон И (KOR)             | 6               |
| 3               | Анатолий Колесов (URS)  | Ничья       | Цэрану, Йон (ROU)           | 3               |
| 3               | Кирил Петков (BUL)      | Туше (2:19) | Джоб Майо (PHI)             | 8               |
| 3               | Митхат Байрак (TUR)     | По очкам    | Матти Лааксо (FIN)          | 3               |
| 3               | Бертиль Нюстрём (SWE)   | По очкам    | Рудольф Веспер (EUA)        | 5               |
| 3               | Садо Казама (JPN)       | По очкам    | Анталь Ризмайер (HUN)       | 4               |
| 2               | Харальд Барли (NOR)     | Туше (1:45) | Карлос Альберто Варио (ARG) | 7               |
| 4               | Рассел Камильери (USA)  | По очкам    | Хельмут Лянгле (AUT)        | 5               |
| 2               | Болеслав Дубицкий (POL) | По очкам    | Альбер Мишель (BEL)         | 5               |
| 2               | Рене Ширмейер (FRA)     | Пропускал   |                             |                 |

## Третий круг
| Штрафных баллов | Участник 1              | Результат   | Участник 2           | Штрафных баллов |
| --------------- | ----------------------- | ----------- | -------------------- | --------------- |
| 3               | Рене Ширмейер (FRA)     | По очкам    | Асхар Зогиан (IRI)   | 4               |
| 5               | Анатолий Колесов (URS)  | Ничья       | Кирил Петков (BUL)   | 5               |
| 5               | Цэрану, Йон (ROU)       | Ничья       | Матти Лааксо (FIN)   | 5               |
| 6               | Рудольф Веспер (EUA)    | По очкам    | Митхат Байрак (TUR)  | 6               |
| 4               | Бертиль Нюстрём (SWE)   | По очкам    | Садо Казама (JPN)    | 6               |
| 5               | Анталь Ризмайер (HUN)   | Туше (9:51) | Харальд Барли (NOR)  | 6               |
| 3               | Болеслав Дубицкий (POL) | По очкам    | Хельмут Лянгле (AUT) | 8               |
| 4               | Рассел Камильери (USA)  | Туше (7:07) | Альбер Мишель (BEL)  | 9               |

## Четвёртый круг
| Штрафных баллов | Участник 1              | Результат   | Участник 2             | Штрафных баллов |
| --------------- | ----------------------- | ----------- | ---------------------- | --------------- |
| 5               | Анатолий Колесов (URS)  | Туше (4:20) | Рене Ширмейер (FRA)    | 7               |
| 6               | Цэрану, Йон (ROU)       | По очкам    | Асхар Зогиан (IRI)     | 7               |
| 5               | Кирил Петков (BUL)      | Туше (8:59) | Матти Лааксо (FIN)     | 9               |
| 5               | Бертиль Нюстрём (SWE)   | По очкам    | Рассел Камильери (USA) | 7               |
| 5               | Болеслав Дубицкий (POL) | Ничья       | Анталь Ризмайер (HUN)  | 7               |

## Пятый круг
| Штрафных баллов | Участник 1              | Результат | Участник 2            | Штрафных баллов |
| --------------- | ----------------------- | --------- | --------------------- | --------------- |
| 7               | Анатолий Колесов (URS)  | Ничья     | Бертиль Нюстрём (SWE) | 7               |
| 7               | Болеслав Дубицкий (POL) | Ничья     | Кирил Петков (BUL)    | 7               |

## Финал
| Штрафных баллов | Участник 1             | Результат | Участник 2              | Штрафных баллов |
| --------------- | ---------------------- | --------- | ----------------------- | --------------- |
|                 | Анатолий Колесов (URS) | По очкам  | Болеслав Дубицкий (POL) |                 |
|                 | Бертиль Нюстрём (SWE)  | Ничья     | Кирил Петков (BUL)      |                 |
|                 | Бертиль Нюстрём (SWE)  | Ничья     | Болеслав Дубицкий (POL) |                 |